# Krašči
Krašči (mađarski: Lendvakirályfa, njemački: Königsdorfje) naselje u slovenskoj Općini Cankova. Krašči se nalazi u pokrajini Prekmurju i statističkoj regiji Pomurju. 

## Stanovništvo
Prema popisu stanovništva iz 2002. godine naselje je imalo 209 stanovnika.